# Únos Adolfa Eichmanna
Únos Adolfa Eichmanna byla operace izraelské tajné služby Mosad, při níž byl vystopován, zadržen a z Argentiny do Izraele dopraven nacistický válečný zločinec a hlavní postava nacistického plánu na tzv. konečné řešení židovské otázky Adolf Eichmann.

## Pátrání po Eichmannovi

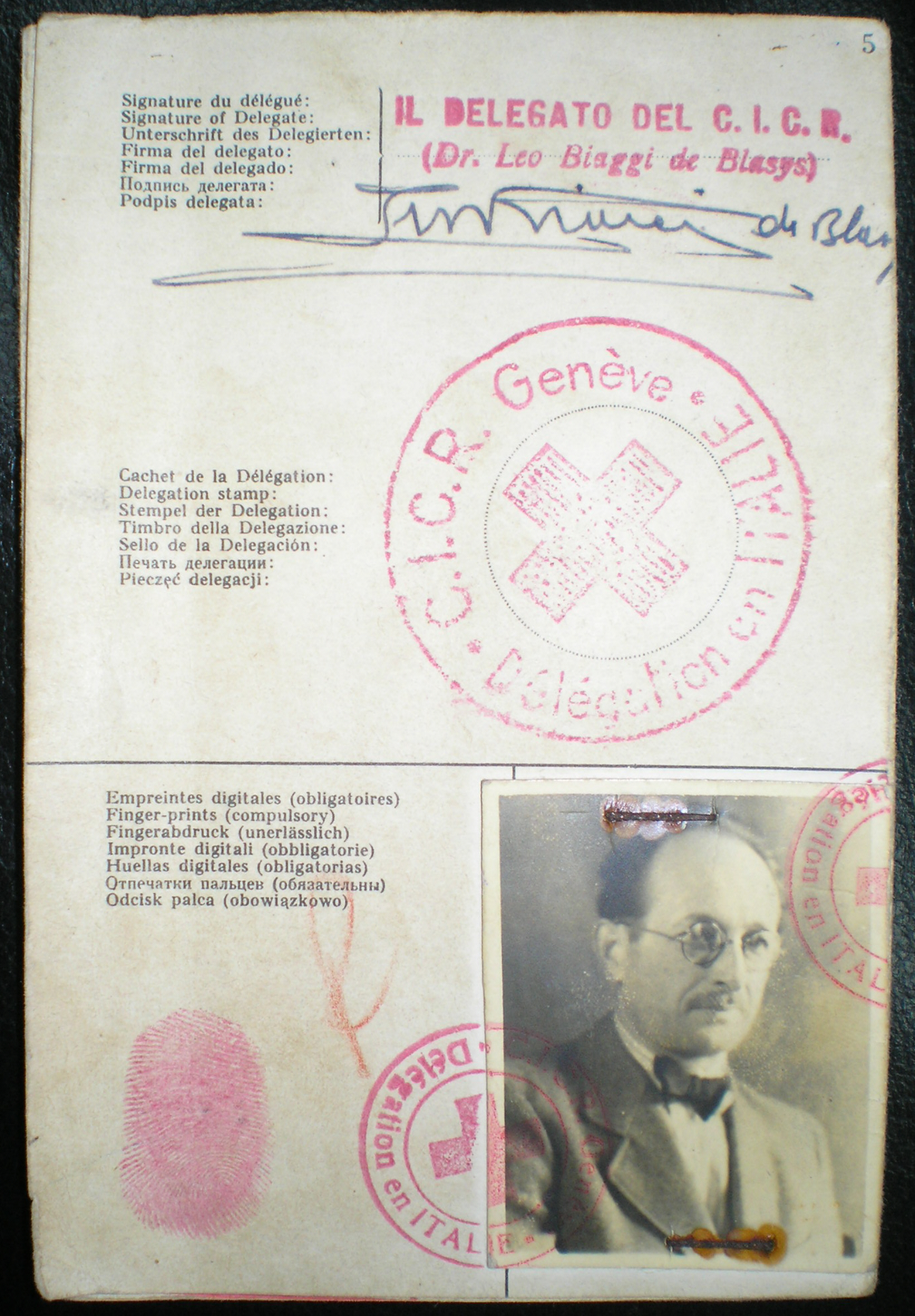
Průkaz Adolfa Eichmanna, použitý ke vstupu do Argentiny, s jménem Ricardo Klement, vydaný italskou pobočkou Červeného kříže v Janově

Eichmannovi se podařilo zmizet hned po válce v roce 1945. Jeho manželka Veronika (Vera) se v roce 1947 pokoušela prostřednictvím svého švagra Karla Lukase u okresního soudu v Bad Ischlu nechat A. Eichmanna prohlásit za mrtvého, to se ale S. Wiesenthalovi (který se o tom dozvěděl) podařilo překazit. Eichmannovi se mezitím podařilo zmizet z Evropy pomocí dočasného pasu. Další zprávu o Eichmannově pobytu obdržel Wiesenthal v roce 1951. Jeho známý, filatelista, ji dostal od dlouholetého kamaráda žijícího v Buenos Aires. Protože však Wiesenthal neměl prostředky na další pátrání, předal tuto informaci v roce 1954 izraelskému velvyslanectví ve Vídni. V roce 1957 se Wiesenthalovi podařilo na pohřbu Eichmannova otce vyfotografovat Adolfova bratra Ottu, o kterém se domníval, že je Adolfovi tak podobný, že by to mohlo pomoci s identifikací hledaného nacistického zločince. Tyto fotografie si později u Wiesenthala vyzvedli dva muži z Izraele.
První důvěryhodnou zprávu o Eichmannově úkrytu obdržel Isser Harel (dle svého vyjádření v knize Dům v Garibaldiho ulici), tehdejší šéf Mosadu, koncem roku 1957 od Fritze Bauera, státního zástupce v západoněmecké spolkové zemi Hesensko. Mezitím bylo prověřováno množství falešných stop a to i, jak později Harel řekl, od S. Wiesenthala. Bauer při schůzce s emisarem Mosadu Šaulem Daromem v Kolíně nad Rýnem sdělil, že Eichmann se skrývá v Argentině, v Buenos Aires. Dále pak potvrdil důvěryhodnost svého argentinského informátora. To, že se obrátil na Izrael, zdůvodnil Dr. Bauer nedůvěrou v ochotu německé justice Eichmanna potrestat. Jméno svého informátora odmítl Dr. Bauer sdělit, pouze řekl, že Eichmann sídlí v ulici Chacabuco č. 4261 v Buenos Aires na předměstí Olivos.
V lednu 1958 odcestoval do Argentiny agent Mosadu, který společně s dalším spolupracovníkem, židovským studujícím v Argentině, informace prověřil. Na udané adrese ale byly zjištěny osoby, které neodpovídaly popisům Eichmanna či jeho ženy Veroniky. Kvůli těmto negativním zprávám se Darom znovu sešel v Kolíně nad Rýnem s dr. Bauerem. Ten nakonec sdělil adresu svého argentinského zdroje. Jednalo se o Lothara Hermanna, Němce usazeného v Argentině. Harel, který pátrání řídil, požádal o spolupráci vyšetřovatele izraelské policie Efraima Hofstättera, který shodou okolností mířil do Jižní Ameriky vyšetřovat jiný případ. Hofstätter se s Hermannem v Buenos Aires sešel, vydávaje se za vyslance dr. Bauera. Podařilo se mu navázat s Hermannem kontakt a získat jeho důvěru. Z jejich rozhovoru vyplynulo, že Hermannova dcera se seznámila s mladíkem, který se jmenuje Nicolas Eichmann. Z hovorů s ním vyrozuměla, že jeho otec býval důstojníkem v německé armádě nebo že vše by bylo lepší, kdyby se plán na vyhlazení Židů podařil. Hermann dále popsal, jak se pokoušel na žádost dr. Bauera vést vyšetřování a jak společně s dcerou (neboť byl stižen slepotou) navštívili dům, kde Eichmann s rodinou údajně bydlel. Z několika dalších indicií vyvodili, že by se mohlo jednat o Eichmanna.
Hofstätter se s Hermannem dohodl na další spolupráci.
Hofstätter později v Izraeli o Hermannovi referoval jako o zbrklém a přehnaně sebejistém člověku, přesto se ale díky jeho dceři informace zdají být důvěryhodné. V kontaktu s Hermannem doporučoval pokračovat.
V dalších dopisech byl Hermann pověřen získáváním dalších informací, zejména o změnách ve vlastnictví domu v ulici Chacabuco č. 4261. Postupem času ale Harel se svými spolupracovníky začali zjišťovat, že si Hermann počíná zmateně a jeho výsledky jsou sporné. Paralelní vyšetřování, které vedl v Argentině spolupracovník Mosadu, potvrdilo nesmyslnost údajů Hermannem dodávaných. V srpnu 1958 Mosad na Harelův příkaz nechával kontakt s Hermannem odeznívat. Ale pátrání po Eichmannovi neskončilo. V rámci Mosadu byla vytvořena zvláštní skupina, která se pátráním po nacistech (a Eichmannovi zvlášť) zabývala. Její pátrání nepřineslo, kromě několika planých poplachů, žádné výsledky.
V létě 1959 navázal Mosad znovu kontakt s dr. Bauerem, který sdělil, že má nové informace ve věci Eichmann. Tyto informace sdělil v prosinci téhož roku při své návštěvě Izraele. Podle nich se Eichmann přes katolický klášter v Německu a dále přes Rakousko dostal na mezinárodní pas Červeného kříže na jméno Ricardo Klement v roce 1950 do Argentiny. Jméno Klement se dále objevovalo v souvislosti s jednou argentinskou bankou či v souvislosti s činností společnosti zajímající se o využívání vodních zdrojů pro výrobu elektřiny C.A.P.R.I., u které Eichmann pracoval. Bauerův zdroj dále potvrdil, že Eichmann-Klement žil v ulici Chacabuco č. 4261 v Buenos Aires na předměstí Olivos. Protože se tato informace objevila nezávisle ze dvou zdrojů, rozhodl se Harel pokračovat po této stopě. Navíc byla koncem roku 1959 ustavena skupina pod vedením Ezri Ešeta, která měla v Evropě pátrat po dalších informacích z okruhu rodin Eichmannových a Lieblových (Eichmannova manželka Veronika se za svobodna jmenovala Lieblová). V únoru 1960 zároveň do Argentiny odcestoval další agent Mosadu Cvi Aharoni, aby zjistil další informace o Klementově pobytu v Buenos Aires. Aharoni s pomocí dalších čtyř spolupracovníků z řad argentinských Židů postupně získal informace, díky nimž bylo možné ztotožnit Ricarda Klementa s Adolfem Eichmannem. Dále bylo potvrzeno, že Eichmannova rodina je v Argentině a bydlí v novém domě někde mezi San Fernandem a Don Torcuatem. Dalším pátráním bylo zjištěno, že rodina žije v domě s vchodem ústícím do Garibaldiho ulice. Dům i všechny osoby byly postupně vyfotografovány skrytou kamerou, aby mohla být plně prokázána jejich pravá totožnost. Zvi Aharoni opustil Argentinu 7. dubna 1960.
V Izraeli byly fotografie předloženy dvěma lidem, kteří za války přišli s Eichmannem do styku. Ti však jeho totožnost (po dvaceti letech) nedokázali spolehlivě určit. Zpráva z expertízy (identifikačního fotografického porovnávání) provedené v laboratoři izraelské kriminální policie neprohlašovala s jistotou, že v obou případech (Klementova fotografie z Argentiny a Eichmannova z II. sv. války) jde o stejného muže, ale z jejího posudku prakticky vyplývalo, že byl takto identifikován. V Mosadu se začal sestavovat tým, který se měl vypravit do Argentiny pro Klementa-Eichmanna.

## V Argentině

### Sledování
Předvoj operačního týmu Mosadu dorazil do Buenos Aires postupně od 22. do 24. dubna 1960. Dne 26. dubna přišla do Izraele zpráva o pozitivní identifikaci A. Eichmanna. Zároveň členové předvoje zajistili najmutí prvního konspiračního bytu a aut na sledování.
V dalších dnech dorazil zbytek operačního komanda. Byly pronajaty další nemovitosti, které měly sloužit jako úkryty a zároveň jako skrýš pro uneseného Eichmanna. Členové komanda začali sledovat Klementa-Eichmanna na každém kroku s cílem zjistit veškeré jeho zvyky, aby mohl být vypracován plán jeho únosu. V konspiračních bytech bylo vše připravováno na pobyt po únosu, kdy bude komando společně s Eichmannem čekat na odlet z Argentiny. Byly vytipovávány trasy, kudy bude Eichmann převážen či kudy budou členové komanda prchat v případě nezdaru (v takovém případě všichni členové komanda měli tvrdit, že jsou soukromé osoby a Izrael nemá s celou akcí nic společného).
Při výběru členů komanda bylo největším problémem najít agenty, již neztratili v holocaustu nikoho ze svých blízkých, a tím eliminovat nebezpečí možného „uspíšení“ provedení spravedlivého trestu na Adolfu Eichmannovi.

### Únos
Akce, při níž se komando zmocnilo Klementa-Eichmanna, začala 11. května 1960 večer. V 19:35 zastavilo v Garibaldiho ulici jedno z aut komanda, o kus dál další. Ve 20:05 vystoupil z autobusu Klement-Eichmann a vydal se do Garibaldiho ulice. Když procházel kolem auta agentů Mosadu, byl jedním z členů komanda stržen na zem. Následně byl vtažen do auta a uložen na podlaze. Obě auta únosců poté opustila místo činu. Průjezd městem do konspiračního domu proběhl bez komplikací (kromě neplánované desetiminutové zastávky před staženými železničními závorami a pětiminutové zastávky na výměnu značek). Ve 20:55 zajelo auto s Eichmannem na podlaze do předem připraveného konspiračního domu. Po celou dobu akce Klement-Eichmann nekladl žádný odpor, ačkoliv nebyl omámen anestetiky.

### V úkrytu
V konspirativním domě byl Klement-Eichmann umístěn v izolované místnosti, která byla zabezpečena tak, aby nebyla nalezena ani při běžné domovní prohlídce. Jako první věc provedli agenti Mosadu výslech Klementa-Eichmanna. Ten se po krátkém zapírání přiznal k tomu, že je Adolf Eichmann. Mezi tím odeslal Harel do Izraele zprávu, že Eichmann je v izraelských rukou.
Ve svém improvizovaném vězení strávil Eichmann svých posledních 8 dní v Argentině. Během skrývání prošli členové komanda těžkou psychickou krizí, neboť byli nuceni starat se a ošetřovat člověka, který byl zodpovědný za smrt jejich nejbližších i smrt šesti milionů Židů při holokaustu v koncentračních táborech, ghettech či transportech. Eichmann sám nekladl žádný odpor, jako by se se svým zajetím smířil. Harel popsal jeho chování občas jako servilní.

### Odlet
Přeprava A. Eichmanna z Argentiny do Izraele se ukázala být stejně těžkým úkolem jako jeho únos. Nejdříve byla zvažována varianta vyslání nákladní lodi, která pod záminkou transportu potravin převeze Eichmanna do Izraele. Tento způsob byl zavržen pro složitost a zdlouhavost. Schválen byl plán přepravit uneseného válečného zločince do Izraele pomocí leteckého speciálu, který přiveze do Argentiny delegaci na oslavy vyhlášení argentinské nezávislosti. Na úkolu spolupracovali lidé z vedení El Al, kteří let připravili, aniž přesně věděli, jaký bude jeho skutečný účel. Do Argentiny totiž žádná linka z Izraele nelétala.
Letadlo vzlétlo z Tel Avivu 18. května 1960 a s mezipřistáními v Římě, Dakaru a Recife (Brazílie) přistálo 19. května na letišti v Buenos Aires. Letadlo typu Bristol Britannia bylo pilotováno předem vybranou posádkou. Vybraní stevardi se starali o nicnetušící cestující, kteří byli tvořeni oficiální izraelskou delegací. Odlet byl stanovený na 21. května na dvě hodiny po půlnoci.
Dne 19. května 1960 začali určení členové komanda v Buenos Aires vyklízet konspirační byty a domy (s výjimkou toho, v němž byl ukrýván Eichmann), vracet vypůjčená auta a likvidovat vše, co by mohlo pozdějším vyšetřovatelům pomoci v pátrání. Zároveň Harel určil několik lidí z pomocníků, kteří začali pátrat po Josefu Mengelem, o kterém se Harel domníval, že také žije kdesi v Buenos Aires. Toto pátrání však nepřineslo žádný úspěch.
Součástí plánu na převoz Eichmanna do letadla byl fingovaný úraz jednoho ze spolupracovníků agentů Mosadu (s vymyšleným otřesem mozku pobyl několik dní na klinice), který poté s lékařskou zprávou povolující let letadlem kliniku opustil. Lékařská zpráva o prodělaném otřesu mozku posloužila jako zdůvodnění, proč je Eichmann, převlečený do letecké uniformy, přepravován ve stavu snížené rozlišovací schopnosti.
Samotný Eichmannův přesun začal po 21. hodině. Namaskovaný a omámený Eichman byl posazen do auta na zadní sedadlo. Vedle něj se posadil lékař (připravený pro případ naléhavé potřeby znovu aplikovat anestetikum) a z druhé strany další člen komanda. Na letiště dorazilo auto ve 23:00 a bez problémů projelo kolem vojenské hlídky. Poté auto zastavilo u čekajícího letadla a Eichmann byl vyveden ven a dopraven na palubu. Umístěn byl do jednoho z křesel v I. třídě. Ostatní členové posádky dostali příkaz sedět na sedadlech kolem něj a předstírat spánek.
O několik minut později nastoupili do letadla někteří další členové komanda (zatímco další se vrátili zpět do Buenos Aires, aby vrátili vypůjčená auta; Argentinu pak opustili každý na vlastní pěst), jako poslední nastoupil Isser Harel. Krátce nato letadlo dorolovalo na startovací dráhu.
Dne 21. května 1960 v 00:05 opustilo letadlo s Adolfem Eichmannem argentinský vzdušný prostor.

## Zpáteční let
Aby se zabránilo problémům, které mohly nastat při mezipřistáních (pokud by argentinské úřady zveřejnily Eichmannovo zmizení), rozhodli se piloti letět pouze s mezipřistáním v Dakaru.
Po celý let byl Eichmann nepřetržitě střežen čtyřmi agenty Mosadu, aby mu bylo zabráněno v případném pokusu o sebevraždu či jiném nepředloženém jednání. Eichmann byl po celý let klidný a se svými únosci spolupracoval (ostatně jako po celou dobu ukrývání po únosu). V Dakaru na sebe nijak neupozornil ani dva Francouze z letištní hygienické stanice, kteří kontrolovali toalety na palubě.
Dne 22. května 1960 v 08:00 dosedlo letadlo s Eichmannem na palubě na letiště v Tel Avivu.

## V Izraeli
Ještě 22. května 1960 Adolfa Eichmanna z rukou agentů Mosadu převzal M. Drori, šéf pátracího týmu, a umístil ho do prozatímního vězení. V 10 hodin se o Eichmannově příletu do Izraele dozvěděl ministerský předseda David Ben Gurion. Odpoledne proběhla osobní identifikace A. Eichmanna, kterou provedl Moše Agami, v roce 1938 zástupce Židovské agentury ve Vídni. Dopadla pozitivně.
Dne 23. května 1960 ve vězení v Camp Ijaru, kam byl Eichmann převezen, mu byl soudcem přečten zatykač. Později došlo k další osobní identifikaci, kterou provedl Benno Cohen, který se s Eichmannem setkal v roce 1939. I ta dopadla pozitivně. V 16:00 Ben Gurion oficiálně oznámil v Knesetu, že A. Eichmann je v izraelských rukou a bude se ze svých zločinů zodpovídat před soudem. Účast izraelských tajných služeb na dopravení A. Eichmanna byla přiznána až později.

## V Argentině po únosu
Poté, co rodina A. Eichmanna zjistila jeho zmizení, obrátili se její členové na jeho bývalé spolubojovníky z dob II. sv. války. Ti se pokoušeli získat informace o pohybech osob v přístavech a na letišti, ale Eichmanna se jim najít nepodařilo. Rodině poskytli pomoc při pátrání i členové Perónistické mládeže. Ale i ta byla bezvýsledná. Všichni od začátku tušili, že A. Eichmann byl unesen Izraelci. Mnozí bývalí nacističtí pohlaváři přerušili s Eichmannovou rodinou veškeré styky a uprchli z Argentiny. Jak ale předpokládal Harel, na policii se rodina neobrátila.
Poté, co Izraelci oznámili, že Eichmann je v jejich rukou, podala Argentina oficiální protest u OSN proti narušení své územní integrity. Izrael se za tento čin oficiálně omluvil, ale Eichmanna odmítl vrátit. Po několikatýdenní roztržce mezi oběma státy došlo k opětovnému znormalizování vztahů.

## Zajímavosti
Názvy krycích bytů a domů, které komando v Argentině používalo:
- Moledet (Vlast)
- Kohelet (Kazatel)
- Tira (Palác)
- Eleazar (jméno syna jednoho ze členů komanda)
- Maoz (Pevnost)
- Ramim (Výšiny)
- Doron (Dar)

Seznam členů komanda:
- Rafi Ejtan – velitel komanda (vyšetřovatel Šin Bet)
- Avraham Šalom – zástupce velitele
- Efrajim Ilani – občan Izraele dlouhodobě žijící v Argentině (zařazen do týmu vzhledem k svým znalostem místních poměrů)
- Cvi Aharoni – objevil a identifikoval Eichmanna, později prováděl jeho předběžné výslechy (byl rodilým mluvčím němčiny a náčelníkem odboru vyšetřování Šin Bet, kterého Harel pověřil, aby jako jediný z únosců směl s Eichmannem mluvit a vyslýchat ho). Harel ho ve své knize uvádí pod jménem Josef Kennet[6]
- Ezra Ešet – řídil předběžné vyšetřování v Evropě. Jako člen komanda měl na starosti organizační věci
- Zeev Keren – technik
- Šalom Dani – padělatel
- Peter Cvi Malkin – technik; specialista na převleky; pro svou fyzickou zdatnost byl vybrán, aby jako první zaútočil na Eichmanna. Harel ho ve své knize uvádí pod jménem Eli Juval[7]

## Rozpory kolem únosu
Největší spor související s únosem se rozhořel kolem role „lovce nacistů“ Simona Wiesenthala. Přestože nebyla zpochybněna jeho role při zpochybnění Eichmannovy smrti, Harel v rozhovoru pro tisk popřel, že by se Wiesenthal jakkoliv podílel na nacistově vypátrání. Podle Wiesenthala to bylo proto, že při tiskových konferencích, které po Eichmannově únosu (Wiesenthal) pořádal, nezmínil roli izraelských tajných služeb. Dle Wiesenthalova vyjádření to ale bylo proto, že si to tak přála izraelská strana.

## Eichmannův únos v literatuře
- Harel, Isser – Dům v Garibaldiho ulici (1974)
- Malkin, Peter C., Stein, Harry – Eichmann In My Hands (1996) (poslední část svého života strávil Malkin v USA, kde si jméno Malchin změnil na Malkin [8]
- Wiesenthal, Simon – I Hunted Eichmann (1961)

## Eichmannův únos ve filmu
- Operation Finale (2018) (česky Operace Eichmann) – americký životopisný historicko - dramatický thriller podle různých zdrojů včetně knihy Eichmann In My Hands Petera C. Malkina[9][10]
- Muž, který dopadl Eichmanna (1996) – americký televizní film podle knihy Petera C. Malkina a Harryho Steina Eichmann In My Hands [11][12]
- Tajemný dům na Garibaldi Street (1979) – americký televizní film podle knihy Issera Harela Dům v Garibaldiho ulici[13][14]
- Stát versus Fritz Bauer (2015) - německé životopisné drama[15]